# K2-70
K2-70, EPIC 206181769 — одиночная звезда в созвездии Водолея на расстоянии приблизительно 778 световых лет (около 239 парсек) от Солнца. Видимая звёздная величина звезды — +12,99m.
Вокруг звезды обращается, как минимум, одна планета.

## Характеристики
K2-70 — жёлтый карлик спектрального класса G. Масса — около 0,94 солнечной, радиус — около 0,93 солнечного, светимость — около 0,349 солнечной. Эффективная температура — около 4964 К.

## Планетная система
В 2016 году командой астрономов, работающих с фотометрическими данными в рамках проекта Kepler K2, было объявлено об открытии планеты K2-70 b.